# Frederick Tiedt
Frederick Tiedt est un boxeur irlandais né le 16 octobre 1935 et mort le 15 juin 1999 à Dublin.

## Biographie
Il participe aux Jeux olympiques d'été de 1956 en combattant dans la catégorie des poids welters et remporte la médaille d'argent. L'année suivante, il remporte la médaille de bronze aux championnats d'Europe de Prague en 1957 puis passe dans les rangs professionnels en 1959 mais ne remporte pas de titre majeur pendant ses cinq années d'activité.

### Parcours auxJeux olympiques
Jeux olympiques d'été de 1956 à Melbourne (poids welters) :
- Bat Tadeusz Walasek (Pologne) aux points
- Bat Pearce Allen Lane (États-Unis) aux points
- Bat Kevin Hogarth (Australie) aux points
- Perd contre Nicolae Linca (Roumanie) aux points